# Liechtenstein Olympic Committee

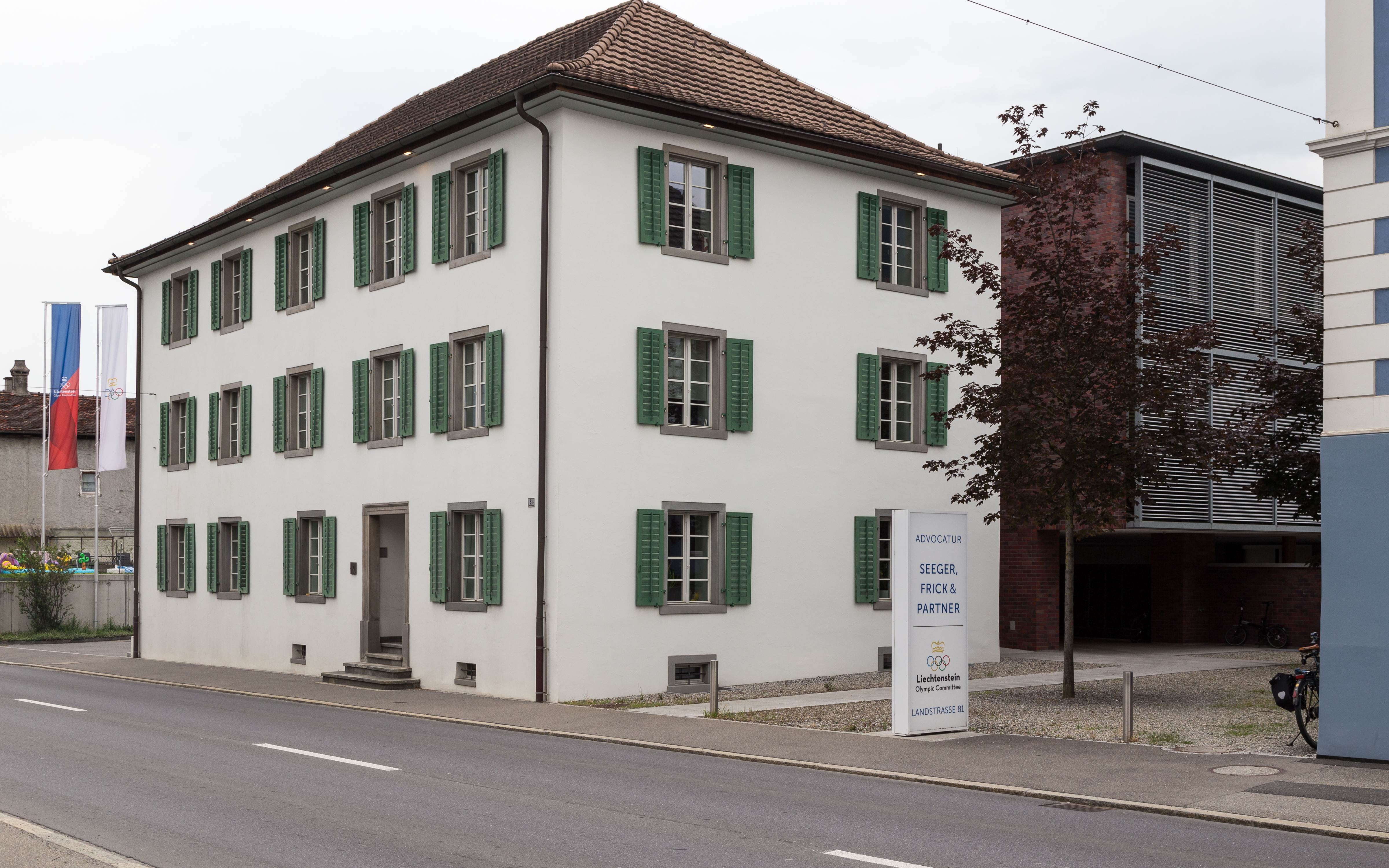
Liechtenstein Olympic Committee in Schaan

Das Liechtenstein Olympic Committee (LOC) ist eine der olympischen Bewegung zugehörige Organisation und gemäss Sportgesetz die Dachorganisation der liechtensteinischen Sportverbände und Sportvereine.

## Historie
Die Gründung fand 1935 als Liechtensteinisches Olympisches Komitee statt, und im Frühjahr 1992 entstand der Liechtensteinische Olympische Sportverband (LOSV) durch die Fusion des FLSV (Fürstlich Liechtensteinischer Sportverband), des LOK (Liechtensteinisches Olympisches Komitee) und der SLSH (Stiftung Liechtensteiner Sporthilfe). Im Dezember 2013 wurde der LOSV in „Liechtenstein Olympic Committee“ umbenannt.

## Namensgebung
Bis Dezember 2013 hieß das LOC Liechtensteinischer Olympischer Sportverband (LOSV). Die Umbenennung war notwendig geworden, da international dieser Name ein Exot unter den anderen Nationalen Olympischen Komitees war. Die Umbenennung war Teil einer Erneuerung des Erscheinungsbildes mit neuem Logo und der Unterzeichnung eines neuen Sportcodex, die bis 2014 abgeschlossen wurde. Für die Verbände änderte sich strukturell nichts, aber sie haben seitdem die exklusive Möglichkeit, von der Marke und dem Renommée der olympischen Ringe zu profitieren, in dem sie das Logo mit dem Zusatz «Member of the Liechtenstein Olympic Committee» verwenden dürfen.

## Zweck/Aufgabe
Das Liechtenstein Olympic Committee bezweckt die Förderung des liechtensteinischen Sportwesens im Breitensport, Leistungssport und Spitzensport. Es fördert und schützt die Olympische Bewegung und ihre Zielsetzungen in Liechtenstein und bemüht sich um die Einhaltung der Olympischen Charta und der olympischen Regeln. Insbesondere setzt sich das LOC dafür ein, dass die olympischen Grundsätze in Liechtenstein beachtet werden und dass Sportkader ausgebildet und auf die Beteiligung an den Olympischen Spielen vorbereitet werden. Das LOC ist zur Teilnahme an den Olympischen Spielen verpflichtet, indem es qualifizierte Athleten entsendet.

## Mitglieder
Das LOC besteht aus Sportverbänden und Einzelvereinen und umfasst insbesondere auch alle Landesverbände, die denjenigen Internationalen Verbänden angeschlossen sind, welche für die in das Programm der Olympischen Spiele einbezogenen Sportarten massgebend sind. Weitere Mitglieder sind:
- IOC-Mitglieder mit liechtensteinischer Staatsbürgerschaft
- Ehrenmitglieder des LOC
- LOC-Vorstandsmitglieder
- Special Olympics
- Paralympics des LBV

Regierungen oder andere öffentliche Behörden dürfen keine Mitglieder des LOC bestellen. Das LOC kann jedoch nach eigenem Ermessen beschliessen, Vertreter solcher Behörden als Mitglieder zu wählen.
Eine Mitgliedschaft ist ausgeschlossen für
- Organisationen mit überwiegend kommerzieller Zielsetzung
- Organisationen, die überwiegend Berufsinteressen wahren
- Dienstleistungsorganisationen und Arbeitsgemeinschaften

Insgesamt sind dem „Liechtenstein Olympic Committee“ 49 Sportverbände und 136 Sportvereine mit mehr als 15.000 Mitgliedern angeschlossen.

## Organe
Die Organe des LOC sind:
- Die Delegiertenversammlung
- Der Vorstand des LOC
- Der Leistungssport-Ausschuss
- Die Präsidentenkonferenz
- Die LOC-Kontrollstelle

## Finanzen
Das LOC verfügt über finanzielle Mittel aus folgenden Quellen:
- Vom Staat zur Verfügung gestellte Mittel
- Mittel von Sponsoren und Privaten
- Mittel aus eigenen Aktivitäten und Aktionen
- Beiträge des IOC und von anderen olympischen Organisationen, die nur zweckgebunden verwendet werden dürfen
- Fonds für olympische Zwecke
- andere Beiträge.

Zum grössten Teil wird das LOC über staatlich zur Verfügung gestellte Mittel finanziert.

## Ehrenmitglieder
- Nora Prinzessin von Liechtenstein
- Josef Eberle
- Xaver Frick (1913–2009)
- Paul Frommelt
- Willi Frommelt
- Ursula Gregg-Konzett
- Roman Oehri († 2011)
- Louis Oehri
- Rolando Ospelt
- Peter Ritter
- Eduard Alexander von Falz-Fein
- Hanni Weirather-Wenzel
- Andreas Wenzel
- Johannes Wohlwend
- Helmut Gopp
- Alex Hermann
- Walter Frischknecht (Verzicht 2019)
- Leo Kranz
- Isabel Fehr